# My Struggle III (The X-Files)
«My Struggle III» es el primer episodio y estreno de temporada de la undécima temporada de la serie de televisión estadounidense de ciencia ficción The X-Files. El episodio fue escrito y dirigido por Chris Carter y se emitió el 3 de enero de 2018 en Fox. Este episodio sigue los eventos de «My Struggle II» y se destaca por sus principales giros en la trama. «My Struggle III» ayuda a explorar la mitología general de la serie y sirve como el primero de los tres episodios de mitología de la temporada. En este episodio aparecen dos lemas: «I Want to Believe» que luego se transforma en «I Want to Lie», traducidos, «Quiero creer» y «Quiero mentir».
El programa se centra en agentes especiales del FBI que trabajan en casos paranormales sin resolver llamados expedientes X; centrándose en las investigaciones de Fox Mulder (David Duchovny) y Dana Scully (Gillian Anderson) tras su reincorporación al FBI. En este episodio, que gira en torno al tiempo posterior a la conclusión del episodio anterior, Scully termina en el hospital después de sufrir una convulsión, lo que revela que los eventos del episodio anterior son una visión de un futuro apocalíptico. Mulder y Walter Skinner (Mitch Pileggi) encuentran un mensaje de Scully con las palabras «Encuéntralo», que hace referencia a su hijo William.

## Argumento
El episodio comienza con una introducción del fumador (William B. Davis), en la que su nombre completo se revela como Carl Gerhard Busch Spender.
Scully se despierta en el hospital después de sufrir un ataque, y ahora se da cuenta de que la aparente invasión fue una visión y aún no ha sucedido. Ella trata de advertir a Mulder sobre la crisis. Mulder inicialmente presume que las divagaciones de Scully son producto de su enfermedad, pero deja el hospital para investigar. En otro lugar, el agente Jeffrey Spender es perseguido y atropellado por un automóvil en un estacionamiento. Spender se esconde detrás de la puerta de un edificio de apartamentos mientras su presunto agresor exige el paradero de un chico. Spender llama a Mulder y el fumador intercepta la llamada y revela que está en una habitación con Mónica Reyes (Annabeth Gish). Pronto se desarrolla una persecución automovilística en la que Mulder consigue evadir a otro hombre.
Spender aparece junto a la cama de Scully, revelando que alguien está buscando a William. Primero se niega a decirle la ubicación de su hijo, revelando solo el nombre de la familia que lo adoptó: Van De Kamp. Mulder intercepta a un secuaz que cree que lo llevará al fumador, pero llega a otro lugar con misteriosos conspiradores; El Sr. Y (A.C. Peterson) y Erika Price (Barbara Hershey). La pareja dice que alguna vez fueron parte del sindicato, pero tienen su propia agenda que implica la colonización del espacio. Intentan negociar con Mulder para que entregue a su hijo, pero Mulder se niega.
Skinner intenta encontrarse con Scully, pero no puede encontrarla. Mientras se dirige a su automóvil, se encuentra con el fumador y Reyes, esta última retenida a punta de pistola. El fumador le pide a Skinner que dé la espalda a la humanidad a cambio de inmunidad contra el virus espartano, pero Skinner duda. Mientras tanto, Scully intenta abandonar el hospital, pero sus convulsiones regresan, lo que hace que ella se accidente. Es rescatada por la agente Einstein y el agente Miller, y es readmitida en el hospital. Ambos agentes salen de la habitación. Un asesino enviado por el Sr. Y y Erika entra y trata de sofocar a Scully, pero Mulder interviene y la salva al cortarle el cuello al asesino.
Después de que Mulder mata al asesino, Scully dice que no cree que el fumador lo haya enviado. Ella luego revela que sus visiones son de William. Cuando entra Skinner, Mulder lo confronta porque huele a humo. En un flashback de cuando Skinner estaba en el auto con el fumador, este último revela en un flashback posterior que él, y no Mulder, fue quien inseminó artificialmente a Scully. La escena final, fuera de plano, muestra a un adolescente, presumiblemente William, teniendo convulsiones.

## Producción

### Rodaje
El rodaje de la temporada comenzó en agosto de 2017 en Vancouver, Canadá, donde se filmó la temporada anterior, junto con las cinco primeras temporadas del programa.

### Escritura
La mitología de la serie en el evento anterior de The X-Files tuvo críticas negativas, lo que hizo que Chris Carter se centrara menos en la mitología y tuviera más historias independientes. En varias entrevistas, Carter ya había planeado la solución a «My Struggle II», mientras estaba en producción.
El episodio es notorio por cambiar por completo una parte respecto de la mitología de la serie: revelando que Mulder no es el padre de William, pero que el fumador había drogado e inseminado artificialmente a Scully años atrás. Esto también responde a una escena del episodio de la séptima temporada «En Ami» en la que Scully se despertó en una habitación de hotel en pijama durante un viaje con el fumador, acusándolo de drogarla. El diálogo en la escena fue ligeramente alterado. Según Chris Carter, él planeó esta estrategia desde que ese episodio fue rodado. Él explica que «se suma a los personajes de una manera emocional interesante. Y debido a que la audiencia ahora está en esta verdad, y Mulder y Scully no, estas revelaciones son enormes para este programa porque son enormes para los personajes. y la historia de la vida de Scully, tanto profesional como personal, es el corazón del programa».

### Reparto
Además de los miembros principales del elenco David Duchovny, Gillian Anderson y Mitch Pileggi, el episodio cuenta con varias estrellas invitadas, incluyendo estrellas de la serie original William B. Davis y Annabeth Gish y el regreso de Lauren Ambrose y Robbie Amell, cuyos personajes debutaron en la temporada anterior. El episodio presenta el regreso del personaje Jeffrey Spender interpretado por Chris Owens, quien apareció por última vez en el último episodio de la novena temporada, «The Truth». Barbara Hershey también hace su primera aparición como un nuevo personaje secundario, Erika Price.

## Recepción
En su emisión inicial en los Estados Unidos el 3 de enero de 2018, alcanzó 5.2 millones de espectadores, que fue una disminución del 62 % en la audiencia del estreno de la temporada anterior en 2016, que tuvo 16.2 millones de espectadores.
«My Struggle III» recibió, en general, una mezcla de críticas predominando las negativas. En Rotten Tomatoes tiene una aprobación del 33 % con una calificación promedio de 5.96 de 10 basado en 9 revisiones.